# いりえまこ
いりえ まこ（1973年10月10日 - ）は、日本の元AV女優、元ストリッパー。
船橋若松劇場所属。愛称はまこりん
福島県出身。身長：162cm、スリーサイズはB90・W63・H88、血液型はA型

## 略歴
1995年10月11日に船橋若松劇場にてデビュー。
インディーズ系のAVに出演。
2006年10月10日付で引退した。